# Dante (Dakota del Sud)
Dante è una città della contea di Charles Mix, Dakota del Sud, Stati Uniti. La popolazione era di 75 abitanti al censimento del 2020.

## Geografia fisica
Secondo l'Ufficio del censimento degli Stati Uniti, ha una superficie totale di 0,44 mi² (1,14 km²).

## Storia
La città è stata fondata nel 1908 con il nome di Mayo, in onore di H.T. Mayo, il primo colono che vi si era stabilito. Tuttavia, all'arrivo della ferrovia in città nel 1910, i funzionari delle ferrovie si rifiutarono di costruire un deposito per i treni in una città chiamata Mayo (un nome che, per un motivo o l'altro, non piaceva ai funzionari delle ferrovie). Quindi, la ferrovia propose agli abitanti di scegliere un nuovo nome per la città. H.T. Mayo, che non era interessato, rispose in modo sarcastico "puoi anche chiamarla come l'Inferno di Dante per quel che mi riguarda".

## Società

### Evoluzione demografica
Secondo il censimento del 2020, la popolazione era di 75 abitanti.